# Liste der Fischereikennzeichen auf den Färöern

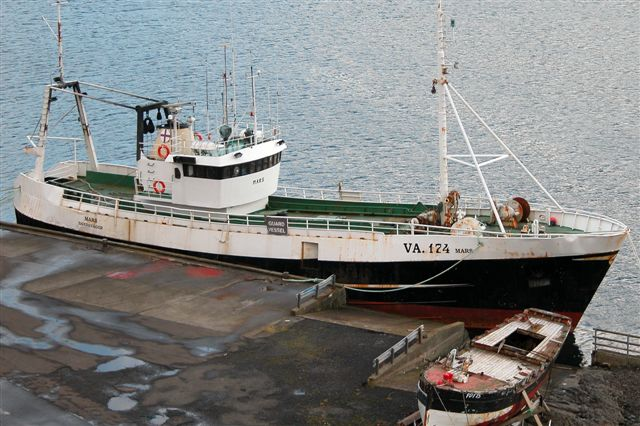
Färöischer Trawler mit Fischereikennzeichen (VA. 174)

Das Fischereikennzeichen ist ein vorgeschriebenes Kennzeichen am Bug von Seefischerschiffen. Das Kennzeichen besteht aus einer Buchstabenfolge, die den Heimathafen bezeichnete, gefolgt von einer Registriernummer.
| Abkürzung | Heimathafen  |
| --------- | ------------ |
| FD        | Fuglafjørður |
| KG        | Klaksvík     |
| SA        | Sandur       |
| TG        | Trongisvágur |
| TN        | Tórshavn     |
| VA        | Sandavágur   |
| VN        | Vestmanna    |